# Dafina Zeqiri (compozitoare)
Dafina Zeqiri Nushi (n. 1 aprilie 1984, Priștina, RS Serbia, RSF Iugoslavia) este o compozitoare, de origine albaneză din Kosovo, de muzică orchestrală, muzică de cameră, muzică corală,  care a susținut concerte în Europa și în lume.
Dafina Zeqiri a studiat la Conservatorul Prenk Jakova, Priștina, din 1997 până în 2002. A studiat compoziția muzicală cu Mendi Mengjiqi la Universitatea din Priștina, absolvind în 2007. Diploma de master a realizat-o sub îndrumarea lui Jana Andreevska la Universitatea Sfinții Chiril și Metodie din Skopie. A finalizat masterul în 2011.
În 2009 a înființat organizația Femeilor din Kosovo în Muzică, NEO MUSICA și a devenit membru al Comitetului Internațional de Onoare al Fundației Adkins Chiti: Donne in Musica.
Lucrările ei sunt predominant instrumentale, începând cu  Quasi Variazione pentru pian (2000), Dialog pentru vioară și pian (2001), și Atmospheres pentru flaut și pian (2002). Compozițiile vocale includ lucrări pentru cor mixt, cum ar fi My Mother, pe un text de Pashko Vasa (2001), Odisea (2008) și Atmospheres, pentru cor cu orchestră (2005). Piese solo includ When You Come pentru mezzosoprană și pian (2002), pe un text de Bajram Qerimi și O Dismal Bird pentru tenor și pian (2009). Mai târziu, compozițiile din timpul studiilor la Universitatea din Skopje au inclus variațiuni pentru Orchestra Simfonică (2011), Disappear pentru violă solo (2011), Memento pentru vioară și orchestră (2010), Story of Mary pentru actor, flaut, vioară, chitară și pian (2010) și All In pentru flaut, oboi, saxofon sopran și violoncel (2009).
Lucrările ei au fost prezentate în cadrul evenimentului Zilele Festivalului de Muzică Macedoneană în 2011 și la Festivalul DAM în Priștina în 2010. De asemenea, în 2010 la Londra, piesa Dream pentru vioară solo (2007) s-a auzit pe parcursul proiectulului Trade and Travel 1830–2030, în septembrie, la British Museum și alte lucrări la Willton’s Music Hall, în octombrie. În 2009 Atmospheres pentru cor și orchestră a câștigat Premiu Theodore Front oferit de Alianța Internațională în Muzică pentru Femei. La începutul anului 2012 o nouă lucrare, Variațiuni pentru Pian, a câștigat premiul al doilea la categoria „Compozitori” din cadrul festivalului Chopin Kosova. La un concurs organizat de Ministerul Culturii din Kosovo, în aprilie 2012, piesa Përreth („Around”) a câștigat premiul la categoria „Muzică de cameră”.
Printre soliști și ansambluri, care au interpretat muzica lui Zeqir, se numără Peter Sheppard Skaerved, Steffen Schleiermacher, Ophélie Gaillard, Jean Jacques Balet, Anne Moreau, Anna Klett, Hege Waldeland, Athelas Sinfonietta Copenhagen, Victor Manuel Morales, Evangelina Reyes, Fegus String Quartet, Visar Kuçi, Neritan Hysa, Lorenc Radovani, Marisa Hatibi, Arian Paço, Gëzim Belegu, Mialtin Zhezha, Annina Woehrle, Beat Kermanschah și String Ensemble al Liceului și Academiei de Muzică din Skopje.